# Agave anomala
Agave anomala är en sparrisväxtart som beskrevs av William Trelease. Agave anomala ingår i släktet Agave och familjen sparrisväxter. Inga underarter finns listade i Catalogue of Life.